# Federico di Baden-Durlach
Federico di Baden-Durlach (Stoccarda, 7 ottobre 1703 – Karlsruhe, 26 marzo 1732) fu principe ereditario di Baden-Durlach.

## Biografia
Federico era figlio del Margravio Carlo III Guglielmo di Baden-Durlach, e di sua moglie, Maddalena Guglielmina di Württemberg, figlia del duca Guglielmo Ludovico di Württemberg.
Dopo la morte prematura del fratello Carlo, egli venne dichiarato Principe ereditario del trono paterno. Suo padre si occupò della sua educazione e lo mandò a viaggiare molto in Francia, Paesi Bassi e Inghilterra.
Ha servito nell'esercito imperiale. Nel 1724, fu nominato colonnello e nel 1728 è stato promosso a maggiore generale.
Sposò, il 3 luglio 1727, Amalia di Nassau-Dietz (13 ottobre 1710-17 settembre 1777), figlia del principe Giovanni Guglielmo Friso d'Orange.
Nel 1729, durante un viaggio nei Paesi Bassi di suo padre, Federico ricoprì la carica di reggente.

### Morte
Federico aveva una costituzione debole e morì il 26 marzo 1732 di una "malattia grave al torace", probabilmente tubercolosi polmonare.

## Discendenza
Federico e Amalia ebbero due figli:
- Carlo Federico (22 novembre 1728-10 giugno 1811), Margravio e poi Granduca di Baden;
- Guglielmo Luigi (14 gennaio 1732-17 dicembre 1788).

## Ascendenza
|                                      |                             |                                                        | Genitori                                              |  |  | Nonni |  |  | Bisnonni                     |  |  | Trisnonni                   |  |
|                                      |                             |                                                        |                                                       |  |  |       |  |  | Federico VI di Baden-Durlach |  |  | Federico V di Baden-Durlach |  |
|                                      |                             |                                                        |                                                       |  |  |       |  |  | Federico VI di Baden-Durlach |  |  | Federico V di Baden-Durlach |  |
|                                      |                             | Barbara di Württemberg                                 |                                                       |  |  |       |  |  | Federico VI di Baden-Durlach |  |  |                             |  |
| Federico VII di Baden-Durlach        |                             |                                                        |                                                       |  |  |       |  |  | Federico VI di Baden-Durlach |  |  |                             |  |
|                                      |                             | Cristina Maddalena del Palatinato-Zweibrücken-Kleeburg | Giovanni Casimiro del Palatinato-Zweibrücken-Kleeburg |  |  |       |  |  |                              |  |  |                             |  |
|                                      |                             | Cristina Maddalena del Palatinato-Zweibrücken-Kleeburg | Giovanni Casimiro del Palatinato-Zweibrücken-Kleeburg |  |  |       |  |  |                              |  |  |                             |  |
|                                      |                             | Cristina Maddalena del Palatinato-Zweibrücken-Kleeburg | Caterina di Svezia                                    |  |  |       |  |  |                              |  |  |                             |  |
| Carlo III Guglielmo di Baden-Durlach |                             | Cristina Maddalena del Palatinato-Zweibrücken-Kleeburg |                                                       |  |  |       |  |  |                              |  |  |                             |  |
|                                      |                             | Federico III di Holstein-Gottorp                       | Giovanni Adolfo di Holstein-Gottorp                   |  |  |       |  |  |                              |  |  |                             |  |
|                                      |                             | Federico III di Holstein-Gottorp                       | Giovanni Adolfo di Holstein-Gottorp                   |  |  |       |  |  |                              |  |  |                             |  |
|                                      |                             | Federico III di Holstein-Gottorp                       | Augusta di Danimarca                                  |  |  |       |  |  |                              |  |  |                             |  |
| Augusta Maria di Holstein-Gottorp    |                             | Federico III di Holstein-Gottorp                       |                                                       |  |  |       |  |  |                              |  |  |                             |  |
|                                      |                             | Maria Elisabetta di Sassonia                           | Giovanni Giorgio I di Sassonia                        |  |  |       |  |  |                              |  |  |                             |  |
|                                      |                             | Maria Elisabetta di Sassonia                           | Giovanni Giorgio I di Sassonia                        |  |  |       |  |  |                              |  |  |                             |  |
|                                      |                             | Maria Elisabetta di Sassonia                           | Maddalena Sibilla di Hohenzollern                     |  |  |       |  |  |                              |  |  |                             |  |
| Federico di Baden-Durlach            |                             | Maria Elisabetta di Sassonia                           |                                                       |  |  |       |  |  |                              |  |  |                             |  |
|                                      | Eberardo III di Württemberg | Giovanni Federico di Württemberg                       |                                                       |  |  |       |  |  |                              |  |  |                             |  |
|                                      | Eberardo III di Württemberg | Giovanni Federico di Württemberg                       |                                                       |  |  |       |  |  |                              |  |  |                             |  |
|                                      | Eberardo III di Württemberg | Barbara Sofia del Brandeburgo                          |                                                       |  |  |       |  |  |                              |  |  |                             |  |
| Guglielmo Ludovico di Württemberg    | Eberardo III di Württemberg |                                                        |                                                       |  |  |       |  |  |                              |  |  |                             |  |
|                                      |                             | Anna Caterina Dorotea di Salm-Kyrburg                  | Gioacchino III Federico di Brandeburgo                |  |  |       |  |  |                              |  |  |                             |  |
|                                      |                             | Anna Caterina Dorotea di Salm-Kyrburg                  | Gioacchino III Federico di Brandeburgo                |  |  |       |  |  |                              |  |  |                             |  |
|                                      |                             | Anna Caterina Dorotea di Salm-Kyrburg                  | Caterina di Brandeburgo-Küstrin                       |  |  |       |  |  |                              |  |  |                             |  |
| Maddalena Guglielmina di Württemberg |                             | Anna Caterina Dorotea di Salm-Kyrburg                  |                                                       |  |  |       |  |  |                              |  |  |                             |  |
|                                      |                             | Luigi VI d'Assia-Darmstadt                             | Giorgio II d'Assia-Darmstadt                          |  |  |       |  |  |                              |  |  |                             |  |
|                                      |                             | Luigi VI d'Assia-Darmstadt                             | Giorgio II d'Assia-Darmstadt                          |  |  |       |  |  |                              |  |  |                             |  |
|                                      |                             | Luigi VI d'Assia-Darmstadt                             | Sofia Eleonora di Sassonia                            |  |  |       |  |  |                              |  |  |                             |  |
| Maddalena Sibilla d'Assia-Darmstadt  |                             | Luigi VI d'Assia-Darmstadt                             |                                                       |  |  |       |  |  |                              |  |  |                             |  |
|                                      |                             | Maria Elisabetta di Holstein-Gottorp                   | Federico III di Holstein-Gottorp                      |  |  |       |  |  |                              |  |  |                             |  |
|                                      |                             | Maria Elisabetta di Holstein-Gottorp                   | Federico III di Holstein-Gottorp                      |  |  |       |  |  |                              |  |  |                             |  |
|                                      |                             | Maria Elisabetta di Holstein-Gottorp                   | Maria Elisabetta di Sassonia                          |  |  |       |  |  |                              |  |  |                             |  |
|                                      |                             | Maria Elisabetta di Holstein-Gottorp                   |                                                       |  |  |       |  |  |                              |  |  |                             |  |